# Соколовский, Алексей Андреевич
Алексей Андреевич Соколо́вский (1822—1891) — русский фармаколог, доктор медицины, заслуженный профессор Московского университета.

## Биография
Родился 22 июня (4 июля) 1822 года в Нижнем Новгороде в семье священника.
Первоначальное образование получил в Нижегородской духовной семинарии, откуда в 1840 году поступил на медицинский факультет Казанского университета. В 1845 году получил диплом лекаря с отличием и по рекомендации профессора Н. А. Скандовского, руководившего терапевтической клиникой был оставлен ассистентом этой клиники. С января 1848 года стал исполнять обязанности адъюнкта при кафедре судебной медицины и медицинской полиции. Спустя три года, в начале 1851 года он защитил диссертацию на степень доктора медицины, посвященную тифозной горячке («De typho»), и в мае был утверждён адъюнкт-профессором кафедры. В следующем году был избран секретарём Совета медицинского факультета.
В 1857 году он был утверждён экстраординарным профессором кафедры врачебного веществословия (лекарствоведения), с 1859 года — ординарный профессор. С ноября 1861 года исполнял обязанности декана медицинского факультета; в 1861—1862 годах был в командировке за границей, занимался у Карла Людвига, который был профессором кафедры физиологии и зоологии Венской медико-хирургической академии. После возвращения в ноябре 1862 года был утверждён в должности декана. В июле 1863 года уволился из Казанского университета.
В 1864 году был избран экстраординарным профессором кафедры фармакологии Московского университета; здесь благодаря ему был учреждён фармакологический кабинет и преподавание фармакологии было поставлено на научно-практическую почву. В 1865 году он стал ординарным профессором, а в 1876 году — заслуженным профессором Московского университета.
В 1881 году вышел в отставку по болезни и поселился в Казани. Занимался изучением истории, философии и психологии; результатом этих занятий стало сочинение «Религия любви и эгоизм». Затем занимался психиатрией и приготовил к печати сочинение «Психология», которое не успел издать. 
Умер 3 (15) ноября 1891 года в возрасте 69 лет от инсульта. Похоронен в ограде Спасо-Преображенского монастыря.

## Научная деятельность
Изучал влияние разных ядов и лекарственных веществ на нервную систему, высказал ряд новых для физиологии положений: о связи биоэлектрических токов нервной системы и процессов обмена веществ и о существовании явлений центрального торможения (1858). Его главный труд — «Основы общей и частной фармакологии» (М., 1878) — стал первым всеобъемлющим учебником в отечественной фармакологии и способствовал становлению в России фармакологии как самостоятельной научной дисциплины.

## Семья
Род был внесён в З-ю часть дворянской родословной книги Казанской губернии по определению Казанского дворянского депутатского собрания от 13 февраля 1886 года и утверждён указом Герольдии от 16 мая 1886 года.
Алексей Андреевич Соколовский был женат на Анне Александровне, за которой в селе Архангельское Тетюшского уезда было 134 души крестьян и 884 десятин земли. В Казани имел деревянный дом и 600 десятин земли. Их дети: Анатолий, Николай, Алексей, Антонина, Екатерина, Ольга.